# Чехов Валерій Олександрович
Валерій Павлович, ros. Валерій Олександрович Чехів (нар. 27 листопада 1955, Москва) – російський шахіст і шаховий тренер, гросмейстер від 1984 року.

## Шахова кар'єра
1975 року виборов титул чемпіона світу серед юніорів. Був членом збірної Радянського Союзу, яка посіла 1-ше місце на командному чемпіонаті світу студентів 1976 року в Каракасі (здобув там само другу золоту медаль, в особистому заліку на 6-й шахівниці). У 1980, 1984 та 1991 роках тричі брав участь у фіналах чемпіонатів СРСР (най кращий результат: Львів 1984, 16-те місце). 1982 року виборов титул чемпіона РРФСР.
До інших успіхів Валерія Чехова належать перемоги або поділи 1-го місця, зокрема, в таких містах, як:
- Мінськ (1981, меморіал Олексія Сокольського),
- Львів (1983, меморіал Олександра Котова),
- Іркутськ (1983, півфінал чемпіонату СРСР, разом з Смбатом Лпутяном і Олександром Черніним),
- Барселона (1984),
- Берлін – двічі (1984, 1986),
- Росток (1985),
- Дрезден (1985, разом з Сергієм Смагіним),
- Лейпциг (1988),
- Москва (1988, турнір B, разом з Олексієм Дрєєвим),
- Крумбах (1991, разом з Григорієм Серпером та Ігорем Глеком),
- Ефоріє (2001, разом із зокрема, Константіном Іонеску, Віталієм Куніним, Васіле Сандуляком і Дмитром Свєтушкіним).

1990 року в складі клубу "Piast" Слупськ виграв срібну медаль клубного чемпіонату Польщі, тоді як в 1994 році – у складі клубу "Górnika" Забже – бронзову.
Найвищий рейтинг Ело в кар'єрі мав станом на 1 січня 1992 року, досягнувши 2550 очок ділив тоді 42-46-те місце серед радянських шахістів.
Є автором випущеної в 1994 році книги про варіант Свєшнікова в сицилійському захисті (німецькою мовою Sizilianisch, Sweschnikow-Variante richtig gespielt, ISBN 3-89168-044-9).

## Зміни рейтингу
| На цьому місці має відображатися графік чи діаграма, однак з технічних причин його відображення наразі вимкнено. Будь ласка, не видаляйте код, який викликає це повідомлення. Розробники вже працюють для того, щоби відновити штатне функціонування цього графіка або діаграми. | |
| | На цьому місці має відображатися графік чи діаграма, однак з технічних причин його відображення наразі вимкнено. Будь ласка, не видаляйте код, який викликає це повідомлення. Розробники вже працюють для того, щоби відновити штатне функціонування цього графіка або діаграми. |